# HTV-X1
HTV-X1是一项HTV-X货运无人航空器的首飞和技术验证任务。它计划2024年1月发射，并为国际空间站（ISS）运送补给。 

## 载荷
除了将补给货物运送到国际空间站的主任务外，HTV-X1还将携带以下载荷到国际空间站： 
- i-SEEP
- 轻量化可扩展平面天线技术演示
- Mt.FUJI，卫星激光测距技术演示
- 脱离国际空间站时将从HTV-X1部署微型卫星